# Villanueva del Campo
Villanueva del Campo is een gemeente in de Spaanse provincie Zamora in de regio Castilië en León met een oppervlakte van 40,09 km². Villanueva del Campo telt 900 inwoners (1 januari 2016).